# Max Truex
Max Edwin Truex (* 4. November 1935 in Warsaw, Indiana; † 24. März 1991 in Milton, Massachusetts) war ein amerikanischer Langstreckler, der 1956 und 1960 an den Olympischen Spielen teilnahm.  Er war zweimal amerikanischer Meister über 6 Meilen. Er starb mit 55 Jahren an Parkinson.

## Leben
In der High School in Warsaw, Indiana, lief Truex amerikanischen Jugendrekord über eine Meile, wodurch er ein Stipendium an der USC erhielt. Hier und später bei der U.S. Air Force und den Southern California Striders entwickelte er sich zum besten amerikanischen Langstreckler der 1950er Jahre, die weitgehend von Europäern dominiert wurden. Er hielt alle amerikanischen Rekorde von 3000 m bis 10.000 m. Nach dem College-Abschluss schloss er sich vier Jahre der US Air Force an und wurde Luftwaffenmeister. Mit dem Geld der Luftwaffe konnte er sich die Fortsetzung seines Studiums leisten. Er studierte an der USC Jura und ließ sich in Los Angeles als Anwalt nieder. Er galt als Experte für Immobilienrecht.  1979 wurde bei ihm Parkinson diagnostiziert, 1981 hielt er vor Gericht sein letztes Plädoyer.  Er versuchte in China mit unkonventionellen Methoden gegen die Krankheit anzukämpfen.
Zu seinen besten Zeiten wog er 58 kg und war 1,66 m groß. 1960 war er 6. bei den Olympischen Sommerspielen über 10.000 m.